# Чернов, Иван Иванович (композитор)
Иван Иванович Чернов (7 сентября 1872, Пенза — 1954, Симферополь) — российский, советский композитор, педагог, автор учебников по гармонии и теории музыки, в студенческие годы — дирижёр ученического оркестра Придворной Певческой капеллы. Ученик Н. А. Римского-Корсакова.

## Биография
Родился 26 августа (7 сентября) 1872 года в Пензе. Учился в Придворной Певческой капелле.
Директор и преподаватель Воронежского музыкального колледжа имени Ростроповичей (1918—1922 г.г.) и Симферопольского музыкального училища имени П. И. Чайковского.
Автор ряда романсов, а также балетов, опер и симфонических произведений, в том числе на крымско-татарские темы.
Среди учеников И. И. Чернова — ряд видных советских, российских и украинских музыкантов, в том числе певец-баритон В. А. Бунчиков и композиторы И. Т. Бакшишев, А. С. Караманов, А. К. Лебедев, М. И. Чулаки и другие.
Умер в Симферополе в 1952 г.
Старший сын И. И. Чернова Валентин Иванович Чернов — также известный советский дирижёр, педагог. Его внук Олег Валентинович Чернов (1954 г.р.) — кинорежиссёр.